# Scymnus aridoides
Scymnus aridoides är en skalbaggsart som beskrevs av Gordon 1976. Scymnus aridoides ingår i släktet Scymnus och familjen nyckelpigor. Inga underarter finns listade i Catalogue of Life.